# Pàvel Txitxàgov
Pàvel Vassílievitx Txitxàgov (rus: Па́вел Васи́льевич Чича́гов) nascut el 8 de juliol segons el calendari julià (27 de juny segons el calendari gregorià) i mort el 20 d'agost del 1849) fou un militar rus i comandant naval (almirall) de les guerres napoleòniques.
Va néixer el 1767 a Sant Petersburg. Era fill de l'almirall Vassili Txitxàgov i la seva esposa anglesa. A l'edat de 12 anys es va allistar a la Guàrdia. En 1782 va servir en una campanya en la Mediterrània com a ajudant del seu pare. Va servir amb distinció en la guerra russosueca de 1788-1790, on va comandar el Rostislav i va ser guardonat amb l'Orde de Sant Jordi, de quart grau, i una espasa d'or amb la inscripció "Per Coratge".
Després de la guerra, va estudiar a la Reial Acadèmia Naval. Mentre va estar allí, va conèixer Elizabeth Proby, la filla d'un comissari a la drassana de Chatham, i es va comprometre amb ella. Quan va tornar a Rússia el 1796, va sol·licitar permís per casar-se, però se li va dir per part de Pau I "hi ha prou núvies a Rússia;. No hi ha necessitat de buscar-ne una a Anglaterra". A continuació es va produir algun episodi violent i Txitxàgov va ser enviat a presó. Aviat va ser perdonat, i se li va donar permís per casar-se amb Elizabeth, a més d'un ascens a contraalmirall. En 1802, Alexandrre I, el successor de Pau, promogué Txitxàgov a vicealmirall i el va fer membre de la Comissió de Reorganització de la Marina. En 1807, va ser ascendit a almirall i nomenat Ministre de la Marina.
Txitxàgov va renunciar i va viatjar per Europa en 1809-1811. Elizabeth va morir en 1811. En 1812, Alexandre el va tornar a cridar i el va nomenar Comandant en Cap del recentment format Tercer Exèrcit Occidental i Governador General de Moldàvia i Valàquia. No obstant això, el Tractat de Bucarest del 1812 va posar fi a la guerra russoturca en el moment en què prenia el comandament de l'exèrcit. Durant la campanya 1812 contra Napoleó, se'l va culpar per deixar que Napoleó fugis al riu Berézina al novembre de 1812. El 1813, fou destituït i l'any següent se'n va anar a França en un permís, per no tornar a Rússia. Seguí sent un membre del Consell d'Estat fins a 1834, però fou remogut d'aquest càrrec, i les seves propietats confiscades. Va morir a París el 1849, on després de la seva mort es van publicar les seves memòries.